# Ishamael
Ishamael är en av huvudkaraktärerna i Robert Jordans Sagan om Drakens Återkomst, på engelska Wheel of Time. Han är en av de Förlorade, 13 av de mäktigaste Aes Sedaierna, som under Sagornas Ålder gick över till den Svarte. Ishamael var den av de Förlorade, eller Utvalda som de kallar sig själva, som var allra starkast i Kraften och på grund av detta var han den mäktigaste av dem. Han hette ursprungligen Elan Morin Tedronai och var filosof och teolog under Sagornas Ålder. Ishamael var den första av de Förlorade att gå över till Skuggan och han gjorde detta på helt logiska grunder. Enligt honom hade kriget mellan Skaparen och den Svarte pågått sedan tidernas begynnelse och han höll det för troligt att den Svarte skulle bli den slutliga vinnaren. Det enda logiska var därför att gå över på den vinnande sidan. Ishamael betyder "Hoppets förrädare", ett namn han fick efter att hans avhopp från Ljusets sida skapat kaos och uppror.
Det anses allmänt att Ishamael till skillnad från de andra Förlorade aldrig fullt fångades i den Svartes fängelse och att han kunnat påverka världen hela tiden i någon mån. Denna "halva" fångskap har gjort Ishamael vansinning, ett vansinne han dock verkar kunna kontrollera i viss mån. Under den tid den Svarte var fängslad orsakade Ishamael Lews Therin Telamons självmord, Trollockkriget och Artur Hökvinges död vilket ledde till Hundraårskrigen.
Ishamael dödades av Rand al'Thor i Tear men har senare återfötts som Moridin och än en gång blivit de mäktigaste av de Förlorade då han utnämndes till Nae'blis. Moridin är numera den enda som kan använda den Sanna Kraften även kallad svarta Saa, en kraftkälla som den Svarte kontrollerar, som är oupptäckbar för andra människor. Den Sanna Kraften är dock starkt beroendeframkallande och har många och starka bieffekter.